# Morki járás

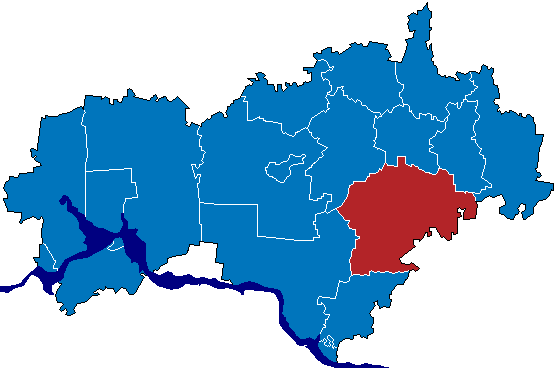
A Morki járás Mariföldön

A Morki járás (oroszul Моркинский район, mari nyelven Морко кундем) Oroszország egyik járása Mariföldön. Székhelye Morki.

## Népesség
- 1989-ben 39 142 lakosa volt.
- 2002-ben 35 443 lakosa volt, melynek 81,5%-a mari, 9%-a tatár, 8,8%-a orosz.
- 2010-ben 32 403 lakosa volt, melynek 81,2%-a mari, 8,7%-a orosz, 8,3%-a tatár.